# Jüdischer Friedhof (Affaltrach)

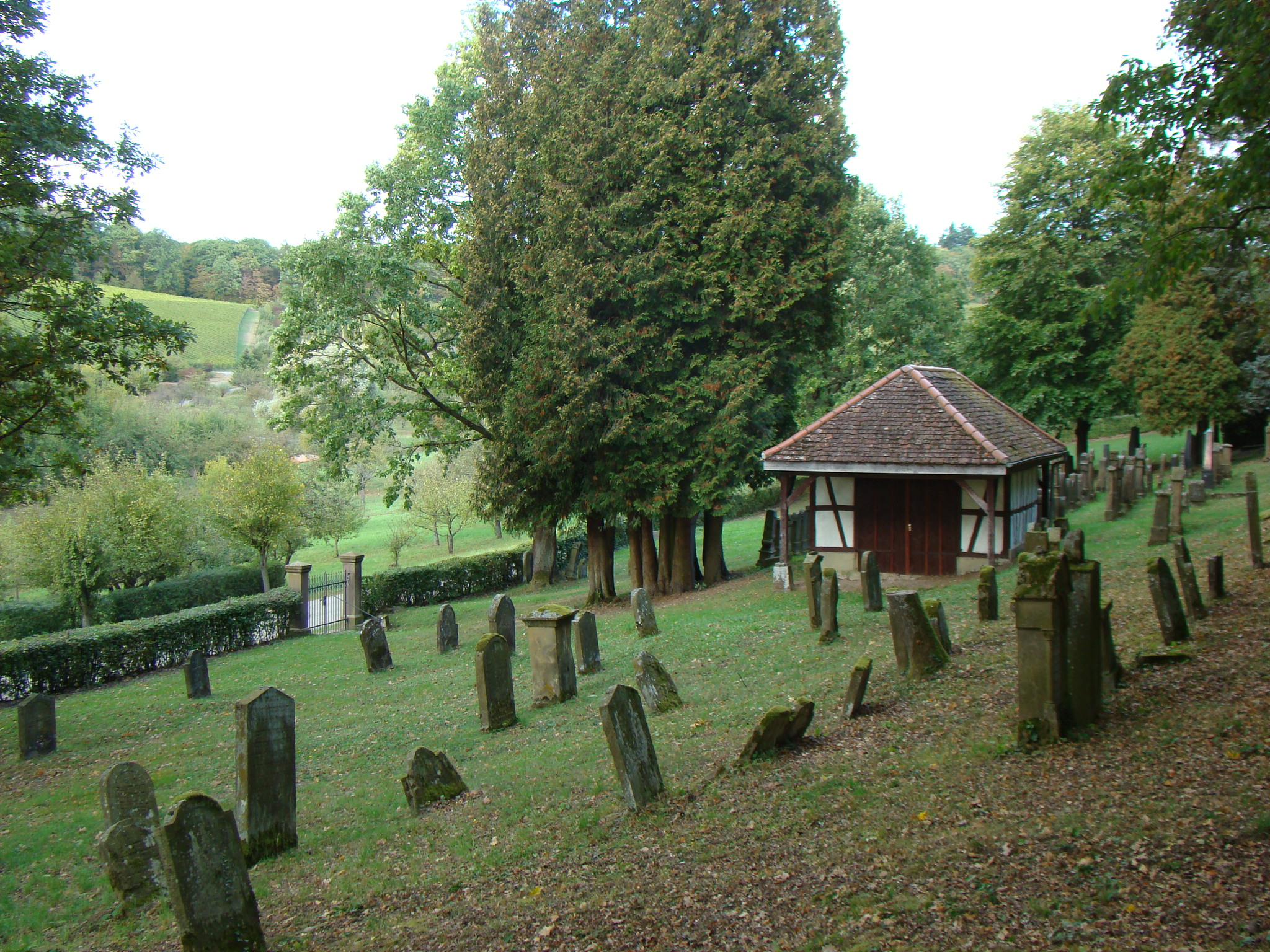
Jüdischer Friedhof in Affaltrach

Der Jüdische Friedhof in Affaltrach, einem Ortsteil der Gemeinde Obersulm im Landkreis Heilbronn im nördlichen Baden-Württemberg, diente ab etwa 1670 bis 1942 den Juden aus Affaltrach und weiteren umliegenden jüdischen Gemeinden als Begräbnisplatz.

## Lage und Gelände

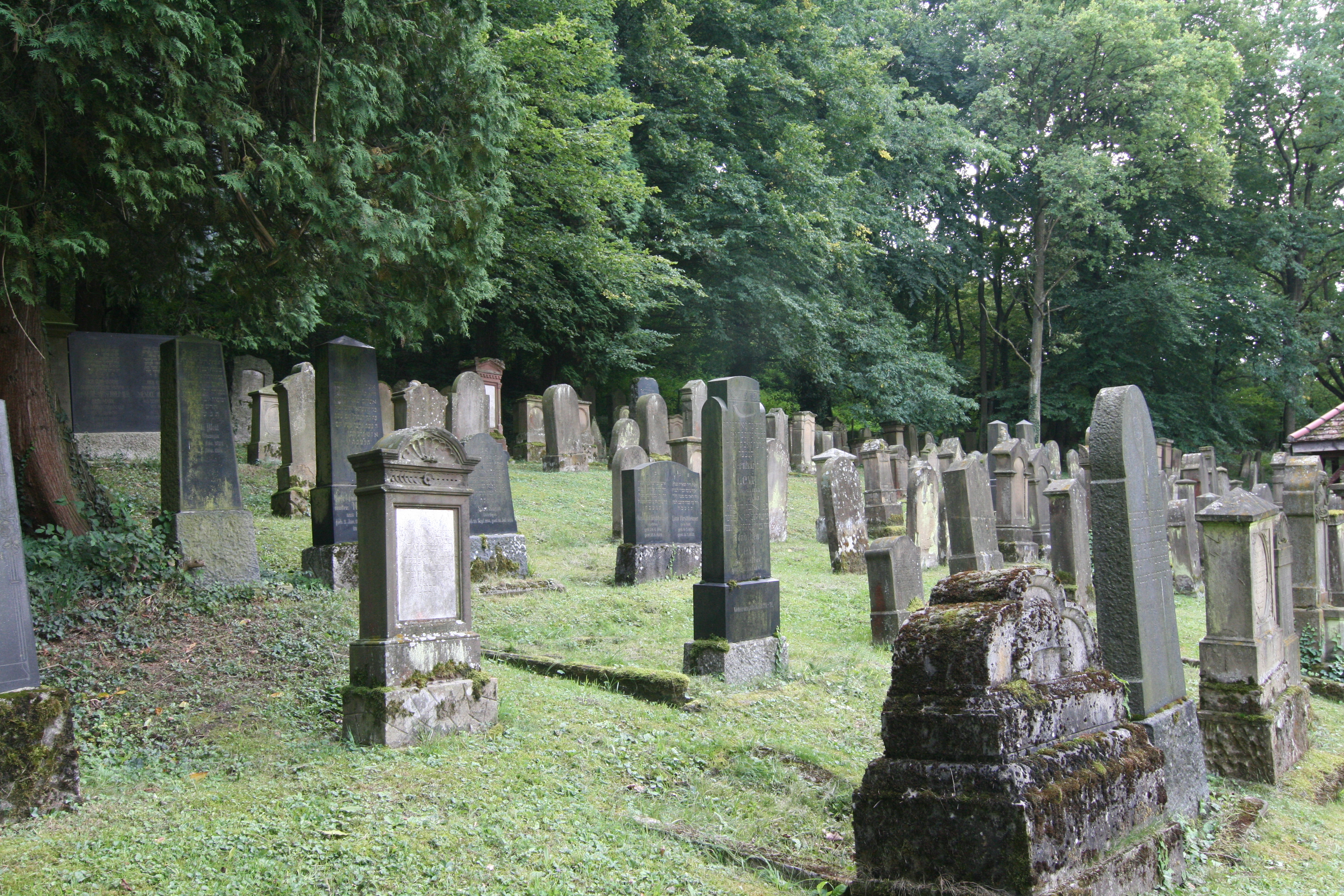
Blick nach Südwesten

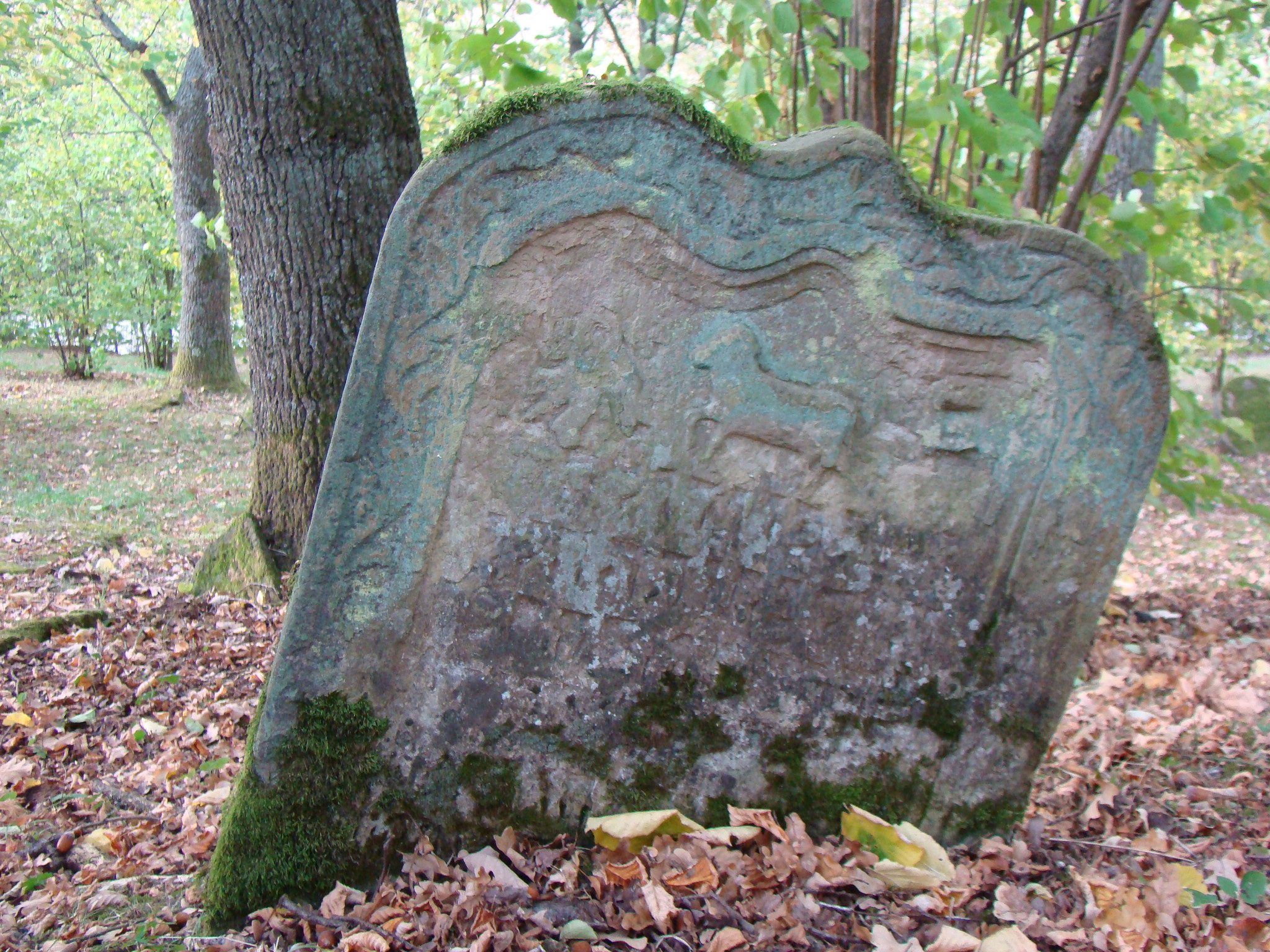
Grabmal für Rabbi Ascher Lämmle (verstorben 1750) aus Lehrensteinsfeld

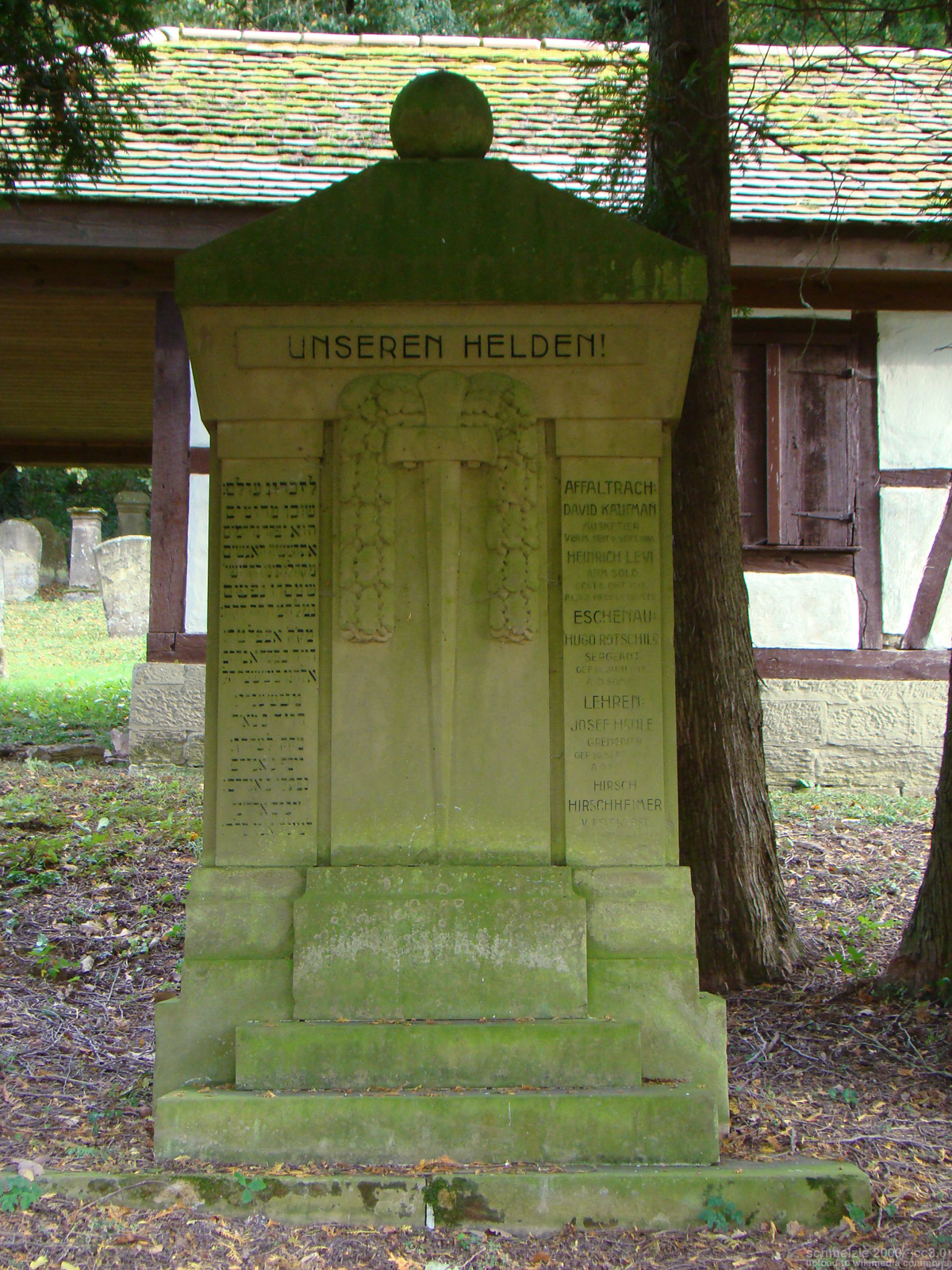
Kriegerdenkmal

Der Friedhof liegt nördlich von Affaltrach am Nordhang des Salzberges. Unter den 15 jüdischen Friedhöfen im Landkreis Heilbronn ist er einer der ältesten und mit einer Fläche von 73,3 Ar auch einer der größten. Er enthält über 600 Grabstätten. Ungefähr in der Mitte des Friedhofs, beim heutigen Eingang, befinden sich eine 1926 neu errichtete Leichenhalle (Taharahaus) und ein Ehrenmal für gefallene jüdische Soldaten des Ersten Weltkriegs.

## Geschichte
Ab etwa 1650 kamen Juden nach Affaltrach und in weitere umliegende Orte. Das älteste sicher dokumentierte Grab auf dem Friedhof stammt von 1677, so dass von einer Errichtung des Friedhofs um 1670 ausgegangen werden kann. Der Friedhof befand sich von jeher im Besitz der örtlichen jüdischen Gemeinde. Beigesetzt wurden dort auch Verstorbene der jüdischen Gemeinden Talheim, Sontheim, Horkheim, Öhringen, Eschenau und Lehrensteinsfeld, die mit Affaltrach einen Friedhofsverband bildeten. 1841 verließen die jüdischen Gemeinden von Talheim, Horkheim und Sontheim, nunmehr dem Oberamt Heilbronn zugehörig, diesen Verband und richteten einen eigenen Friedhof in Sontheim ein. Ab 1911 gab es auch einen eigenen jüdischen Friedhof in Öhringen, so dass zuletzt noch Verstorbene aus Affaltrach, Eschenau und Lehrensteinsfeld beerdigt wurden. 
Der Mergeltonboden des Friedhofs und seine Hanglage ließen die Grabsteine schnell einsinken. Eine erste Renovierung des Friedhofs fand 1897 statt. Damals wurden vor allem stark eingesunkene Grabsteine wieder ausgegraben und aufgerichtet. 
Der Friedhof wies bereits seit seiner Anlage seine heutige Fläche auf, von der bis 1912 jedoch nur rund 39 Ar als Friedhof genutzt wurden, während der restliche Teil zu Ackerbauzwecken verpachtet wurde. Der ursprüngliche Eingang befand sich in der Nordwestecke, wo auch das erste Taharahaus des Friedhofs stand, dessen in den Hang gegrabene Grundfläche sich heute noch im Gelände erahnen lässt. Nach der Ausdehnung der Bestattungen auf die gesamte Friedhofsfläche wurden 1926 das heutige Eingangstor und das heute noch erhaltene Taharahaus erbaut. Anschließend wurden erneut zahlreiche umgefallene oder eingesunkene Grabsteine wieder aufgerichtet und der teilweise stark mit Gestrüpp überwachsene Friedhof wieder instand gesetzt.
Die letzten Beerdigungen fanden von Januar bis August 1942 statt, als zwölf verstorbene Insassen eines von den Nationalsozialisten im Eschenauer Schloss zwangsweise eingerichteten jüdischen Altersheims hier beigesetzt wurden. Ihre Gräber erhielten erst nach dem Zweiten Weltkrieg schlichte Grabplatten.
Am 26. November 1942 ging das Eigentum am Friedhof auf die Reichsvereinigung der Juden in Deutschland über. 1949 wurde der Besitz an die JRSO übertragen, 1960 an die Israelitische Kultusvereinigung Württemberg und Hohenzollern, die spätere Israelitische Religionsgemeinschaft Württembergs, die seitdem Besitzerin des Friedhofs ist.
Während der Friedhof die Zeit des Nationalsozialismus noch relativ unbeschadet überstanden hatte, ereigneten sich Schändungen und mutwillige Beschädigungen vor allem in den 1950er und 1960er Jahren, wodurch viele Grabsteine umgestürzt wurden oder zerbrachen. Bei den nachfolgenden Aufräumarbeiten wurden viele Grabsteine seitenverkehrt aufgestellt, zerbrochene Grabsteine wurden teilweise auch entsorgt oder als Baumaterial für die Renovierung des Taharahauses verwendet.
Ab Mitte der 1980er-Jahre wurde von Mitgliedern des Vereins zur Erhaltung der Synagoge Affaltrach eine umfassende Dokumentation des Friedhofs vorbereitet, die ab 1990 stattfand. Über 600 Grabsteine wurden dokumentiert und nummeriert, von über 500 konnten die Inschriften entziffert und aus dem Hebräischen übersetzt werden, die restlichen waren bereits zu stark verwittert. Die vollständige Dokumentation wurde 1998 vorgelegt.